# منصور احميد البركى
منصور احميد البركي من مواليد 3 يوليو 1985 في طرابلس, ليبيا، وهو لاعب كرة قدم ليبي يلعب حاليا لنادي الاتحاد.